# セイドゥ・ケイタ
セイドゥ・ケイタ（Seydou Keita, 1980年1月16日 - ）は、マリ・バマコ出身の元サッカー選手。元同国代表。ポジションはMF（センターハーフ）。

## 経歴

### クラブ

#### マルセイユ
マリ共和国・バマコで生まれたケイタは、17歳の時にフランスのオリンピック・マルセイユに加入。3年間の在籍では主にリザーブチームでプレーした。
1999年9月19日に1-0で勝利したトロワAC戦でデビューを果たし、同シーズンのUEFAチャンピオンズリーグ 1999-2000で3試合に出場したが、2000年夏に退団した。

#### ロリアン / ランス
2001年にリーグ・ドゥのFCロリアンに加入すると、すぐさまチームに欠かせない重要な選手となり37試合1得点でリーグ・アン昇格に尽力した。翌シーズンは怪我のため、出場機会が僅かに減少したもののクープ・ドゥ・フランス決勝のSCバスティア戦で90分フル出場しクラブ史上初タイトルに貢献。クープ・ドゥ・ラ・リーグではタイトル獲得こそならなかったが決勝まで進出したが、一方リーグ戦では18位と最下位に終わり、1年で2部に戻ることとなった。
2002年、UEFAチャンピオンズリーグ 2002-03出場のため強化を望んでいたRCランスに引きぬかれた。5年間の在籍で最終的にチームの主将を任せられ、最後の年となった2006-07はリーグ戦5位・UEFAカップ2006-07ベスト16に終わりタイトル獲得こそならなかったが、個人としてはキャリア最高の11得点を挙げた。この年の最優秀選手はフローラン・マルダに次ぐ2位と惜しくも逃したが、ベストイレブンの方に選出された。

#### セビージャ
2007年7月11日、4年契約でリーガ・エスパニョーラのセビージャFCに移籍。レアル・マドリードとのスーペルコパ・デ・エスパーニャで両試合に出場し、2試合合計6-3でタイトルを獲得した。
11月27日のUEFAチャンピオンズリーグ・アーセナルFC戦（3-1）で同大会初得点を挙げ、イングランドの強豪に2007-08シーズン初の負けをつけた。同シーズンは、チームは5位に終わりUEFAチャンピオンズリーグ 2008-09出場権を逃したものの、個人としてはリーグ戦31試合・UEFAチャンピオンズリーグ9試合に出場し、11月3日のレアル・マドリード戦での得点も含めて計7得点と成功を収めた。

#### バルセロナ
2008年5月26日、FCバルセロナと4年契約を交わし、同クラブに所属した初のマリ人選手となった。移籍金は約1400万ユーロと推定され、違約金は9000万ユーロに設定された。8月13日のUEFAチャンピオンズリーグ予選・ヴィスワ・クラクフ戦でデビューしてホームで4-0と勝利を収め、8月31日のCDヌマンシア戦で1点のビハインドを追いかける中で後半にアンドレス・イニエスタに代わり途中出場しリーグ戦デビューをしたが、追いつくことは叶わずアウェーの地で0-1と敗れた。11月16日のレクレアティーボ・ウェルバ戦（2-0）で移籍後初得点を挙げた。11月23日のヘタフェCF戦（1-1）でリーグ戦2得点目を決め、ビジャレアルCF戦（2-1）で3得点目を決めた。UEFAチャンピオンズリーグ準々決勝のバイエルン・ミュンヘン戦ファーストレグでは1得点を決めた。決勝のマンチェスター・ユナイテッドFC戦では72分にFWティエリ・アンリと交代で出場し、優勝の瞬間をピッチで経験した。
2009-10シーズン第8節のレアル・サラゴサ戦（6-1）ではキャリア初のハットトリックを達成する など、出場29試合中先発23試合と国内リーグ連覇に貢献した。2010-11シーズンも変わらずレギュラーとしてプレーしていたことから2010年8月31日にクラブとの契約を2014年まで延長した が、翌シーズンになると出場機会の減少に伴い移籍を希望した。

#### 大連阿爾濱
2012年7月7日、4シーズン過ごしたクラブを離れることが発表 され、その2日後に中国スーパーリーグ・大連阿爾濱足球倶楽部へ移籍することが決定した。

#### バレンシア
2014年1月30日、バレンシアCFへの移籍が合意し、1年半ぶりにスペインに復帰した。

#### ローマ
2014年6月、ASローマへの移籍が決定。契約は1年間。2015年7月14日に契約を一年延長し、2015-16シーズン終了後に契約満了となった。

#### アル・ジャイシュ
2016年8月17日、カタール・スターズリーグのアル・ジャイシュと半年間の契約を締結したことを発表した。

### 代表
U-20代表時代に参加した1999 FIFAワールドユース選手権では、3位決定戦のU-20ウルグアイ相手に唯一の得点を挙げるなど活躍し、最優秀選手に輝いた。
2000年4月9日、2002 FIFAワールドカップ・アフリカ予選のリビア戦でマリ代表としてデビューし、アフリカネイションズカップに6度出場している。2010年1月に開催されたアフリカネイションズカップ2010開幕戦ではホスト国のアンゴラ戦（4-4）では2得点を挙げ、3試合目のマラウイ戦 （3-1）でも得点を決めているがグループリーグを突破することは出来なかった。また、南アフリカ共和国で開催されたアフリカネイションズカップ2013でもホスト国相手に得点を決めている。

## 人物
マリサッカー界の英雄FWサリフ・ケイタをおじに持ち、同じくマリ代表でプレーする従兄弟のモハメド・シッソコを始め親族に多くのサッカー選手がいる。2008年5月12日にセビージャ市内の病院で第1子が生まれた。

## 個人成績
2016年9月1日時点
| クラブ                   | シーズン  | 国内リーグ | 国内リーグ | 国内カップ | 国内カップ | 欧州カップ | 欧州カップ | 通算 | 通算 |
| クラブ                   | シーズン  | 出場       | 得点       | 出場       | 得点       | 出場       | 得点       | 出場 | 得点 |
| ------------------------ | --------- | ---------- | ---------- | ---------- | ---------- | ---------- | ---------- | ---- | ---- |
| オリンピック・マルセイユ | 1999-2000 | 6          | 0          |            |            | 3          | 1          | 9    | 1    |
| オリンピック・マルセイユ | 通算      | 6          | 0          |            |            | 3          | 1          | 9    | 1    |
| FCロリアン               | 2000-01   | 37         | 1          |            |            |            |            | 37   | 1    |
| FCロリアン               | 2001-02   | 21         | 0          | 2          | 1          |            |            | 23   | 1    |
| FCロリアン               | 通算      | 58         | 1          | 2          | 1          |            |            | 60   | 2    |
| RCランス                 | 2002-03   | 28         | 2          |            |            | 7          | 0          | 35   | 0    |
| RCランス                 | 2003-04   | 22         | 0          |            |            | 6          | 0          | 28   | 0    |
| RCランス                 | 2004-05   | 34         | 3          |            |            |            |            | 34   | 3    |
| RCランス                 | 2005-06   | 35         | 3          |            |            | 6          | 0          | 41   | 3    |
| RCランス                 | 2006-07   | 37         | 11         |            |            | 10         | 0          | 47   | 11   |
| RCランス                 | 通算      | 156        | 19         |            |            | 29         | 0          | 185  | 19   |
| セビージャFC             | 2007-08   | 31         | 4          |            |            | 7          | 2          | 38   | 6    |
| セビージャFC             | 通算      | 31         | 4          |            |            | 7          | 2          | 38   | 6    |
| FCバルセロナ             | 2008-09   | 29         | 4          | 5          | 0          | 12         | 2          | 46   | 6    |
| FCバルセロナ             | 2009-10   | 29         | 6          | 3          | 0          | 12         | 0          | 44   | 6    |
| FCバルセロナ             | 2010-11   | 35         | 3          | 11         | 2          | 10         | 1          | 56   | 6    |
| FCバルセロナ             | 2011-12   | 26         | 3          | 5          | 0          | 11         | 1          | 42   | 4    |
| FCバルセロナ             | 通算      | 119        | 16         | 24         | 2          | 45         | 4          | 188  | 22   |
| 大連阿爾濱足球倶楽部     | 2012      | 12         | 4          | 1          | 0          | -          | -          | 13   | 4    |
| 大連阿爾濱足球倶楽部     | 2013      | 25         | 6          | 3          | 0          | -          | -          | 28   | 6    |
| 大連阿爾濱足球倶楽部     | 通算      | 37         | 10         | 4          | 0          | 0          | 0          | 41   | 10   |
| バレンシアCF             | 2013-14   | 11         | 1          | 0          | 0          | 7          | 0          | 18   | 1    |
| バレンシアCF             | 通算      | 11         | 1          | 0          | 0          | 7          | 0          | 18   | 1    |
| ASローマ                 | 2014-15   | 26         | 2          | 1          | 0          | 9          | 1          | 36   | 3    |
| ASローマ                 | 2015-16   | 14         | 1          | 0          | 0          | 2          | 0          | 16   | 1    |
| ASローマ                 | 通算      | 40         | 3          | 1          | 0          | 11         | 1          | 52   | 4    |
| アル・ジャイシュ         | 2016      | 0          | 0          | 0          | 0          | 0          | 0          | 0    | 0    |
| アル・ジャイシュ         | 通算      | 0          | 0          | 0          | 0          | 0          | 0          | 0    | 0    |
| 総通算                   |           |            |            |            |            |            |            |      |      |

## タイトル

### クラブ
ロリアン
- クープ・ドゥ・フランス: 2001-02

RCランス
- UEFAインタートトカップ: 2005

セビージャ
- スーペルコパ・デ・エスパーニャ: 2007

バルセロナ
- リーガ・エスパニョーラ: 2008-09, 2009-10, 2010-11
- コパ・デル・レイ: 2008-09, 2011-12
- スーペルコパ・デ・エスパーニャ: 2009, 2010, 2011
- UEFAチャンピオンズリーグ: 2008-09, 2010-11
- UEFAスーパーカップ: 2009, 2011
- FIFAクラブワールドカップ: 2009, 2011

### 個人
- FIFAワールドユース選手権 最優秀選手: 1999
- アフリカネイションズカップベストイレブン : 2002, 2012, 2013
- リーグ・アンベストイレブン : 2006-07